# Блюменверф

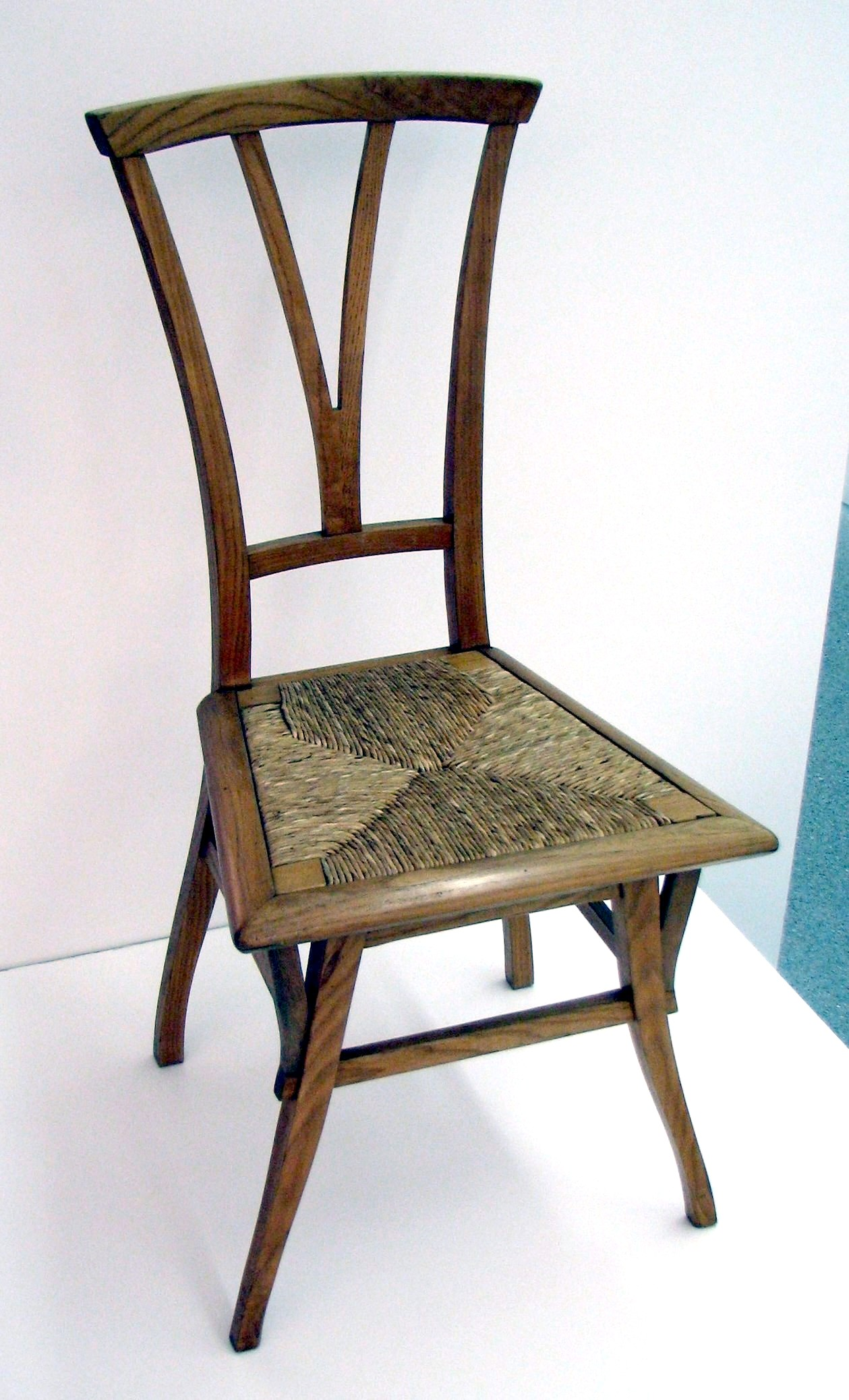
Стілець Ван де Вельде для вілли Блюменверф (1895)

Вілла Блюменверф — колишня резиденція бельгійського художника, архітектора та дизайнера інтер'єрів Анрі ван де Вельде, побудована в 1895 році. Він розташований за адресою: avenue Vanderaey, 102/Vanderaeylaan в муніципалітеті Уккел у Брюсселі, Бельгія. Ван де Вельде спроектував будинок і його інтер'єр, а також меблі, частково черпаючи натхнення з Червоного будинку Вільяма Морріса в Бексліхіті, Лондон. Марія Сет, його майбутня дружина, спроектувала сад навколо будинку

## Історія
Вілла Блюменверф, побудована в 1895 році, була першим твором Анрі Ван де Вельде як архітектора. Зовнішній вигляд будинку був натхненний Червоним будинком у Бексліхіті, на південному сході Лондона, резиденцією британського письменника і теоретика Вільяма Морріса, засновника руху мистецтв і ремесел. За освітою художник, Ван де Вельде звернувся до ілюстрації, потім до дизайну меблів і, нарешті, до архітектури. Для вілли Блюменверф він створив текстиль, шпалери, столове срібло, ювелірні вироби та навіть одяг, які відповідали стилю резиденції.
Вілла Блюменверф була приватною резиденцією Ван де Вельде (із дружиною Марією Сете та їхньою дитиною) і слугувала майстернею для нього та його співробітників, а також центром для зустрічей з європейською інтелектуальною та мистецькою елітою того часу. Ван де Вельде залишив Блюменверф і Брюссель заради Веймара, Німеччина, у 1900 році.

## Подальше читання
- Amy Ogata (2001). Artisans and Art Nouveau in Fin-de-siècle Belgium. У Lynda Jessup (ред.). Antimodernism and Artistic Experience. University of Toronto Press. с. 173—174. ISBN 0-8020-8354-4. ISBN 9780802083548.